# Zahnreliquie des Buddha (China)

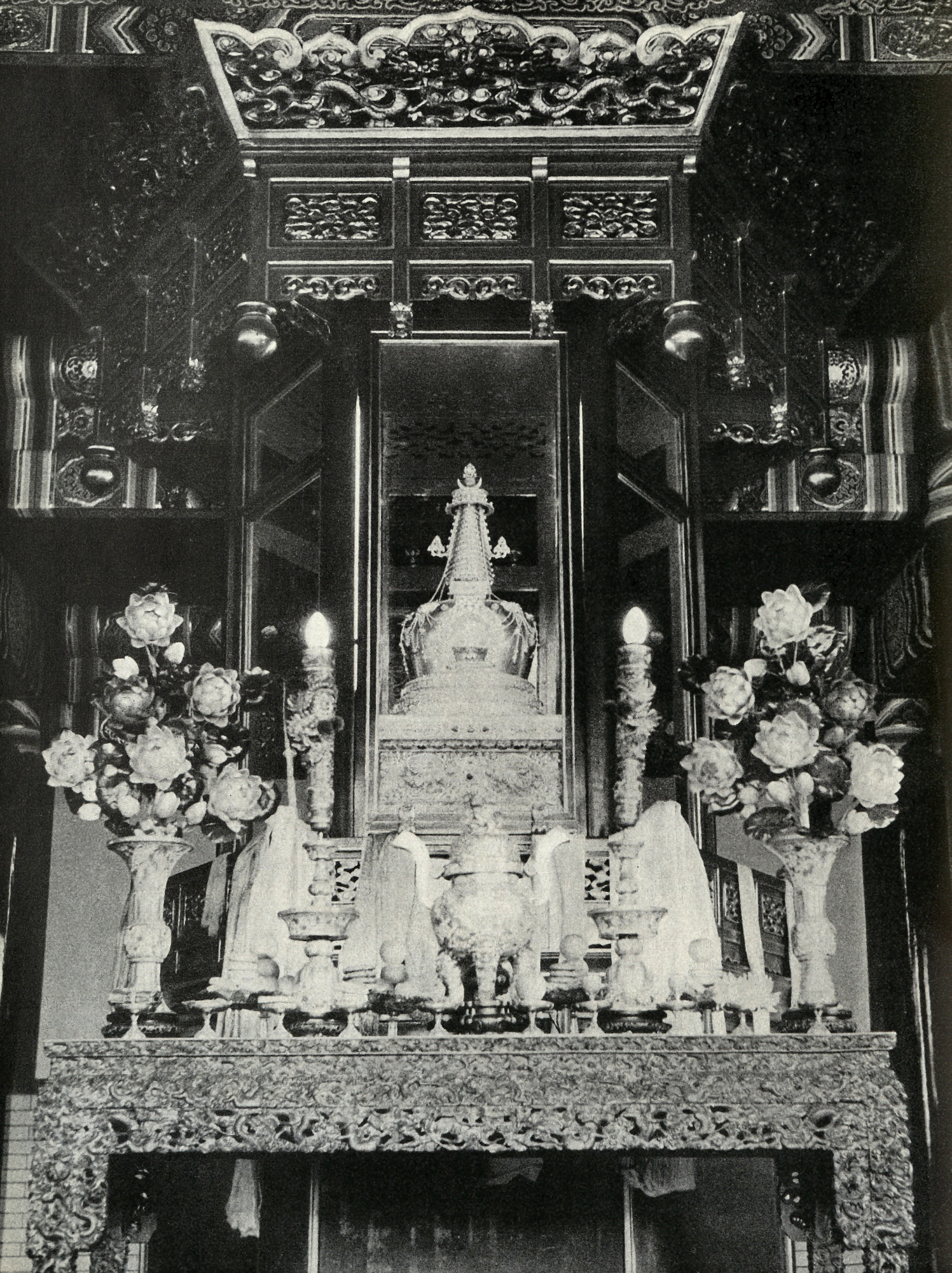
Reliquiar der 1955 wieder aufgefundenen chinesischen Zahnreliquie des Buddha (1955)

Zahnreliquien des Buddha in China gibt es mehrere. Sie sind weniger berühmt als der “Buddha’s Tooth” im Zahntempel des ceylonesischen Kandy. Im China des 19. Jahrhunderts behaupteten vier Tempel solche Reliquien zu besitzen. Bei dreien davon handelte es sich, ähnlich wie bei den zahlreichen „Fußabdrücken des Buddha“ in Südostasien, um symbolische Gegenstände.
Eine solche Reliquie befand sich am Gǔshān – sie wird beschrieben als ein weißer Stein, etwa fünfzehn Zentimeter im Durchmesser.
Im Wànnián sì war das ausgestellte Stück aus Elfenbein und „groß wie eine Männerbrust“ (1888). Sie wurde bis in die 1920er Besuchern gezeigt.
In Peking stellte man einen großen Rosenquarz unter diesem Etikett aus (1920–1935).

## Zahnreliquie in den Pekinger Westbergen
Die einzige halbwegs authentische chinesische Zahnreliquie soll sich bereits seit dem 5. Jahrhundert im Lande befinden. Seit dem elften Jahrhundert befand sie sich in einer Pagode westlich von Peking. Diese wurde 1900 während des Boxeraufstands zerstört. Mönche bargen den Zahn und hielten ihn bis 1955 versteckt.
Seit 1955

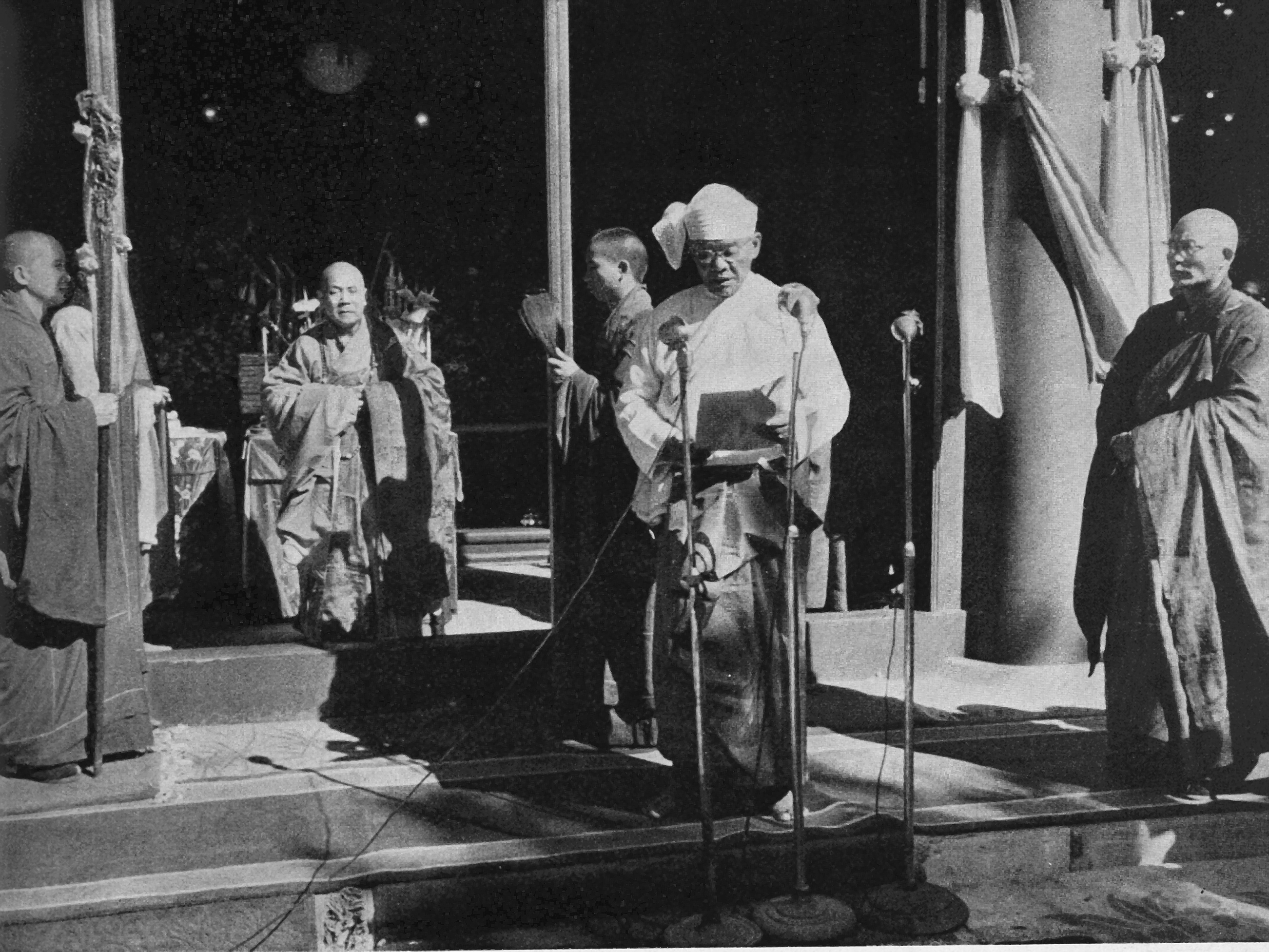
Rede des birmanischen Delegationsleiters U Thein Maung (1898–1966) am 4. Oktober 1955 im Guǎngjì Sì aus Anlass der Übergabe der chinesischen Zahnreliquie zu Ausstellungszwecken an sein Land,

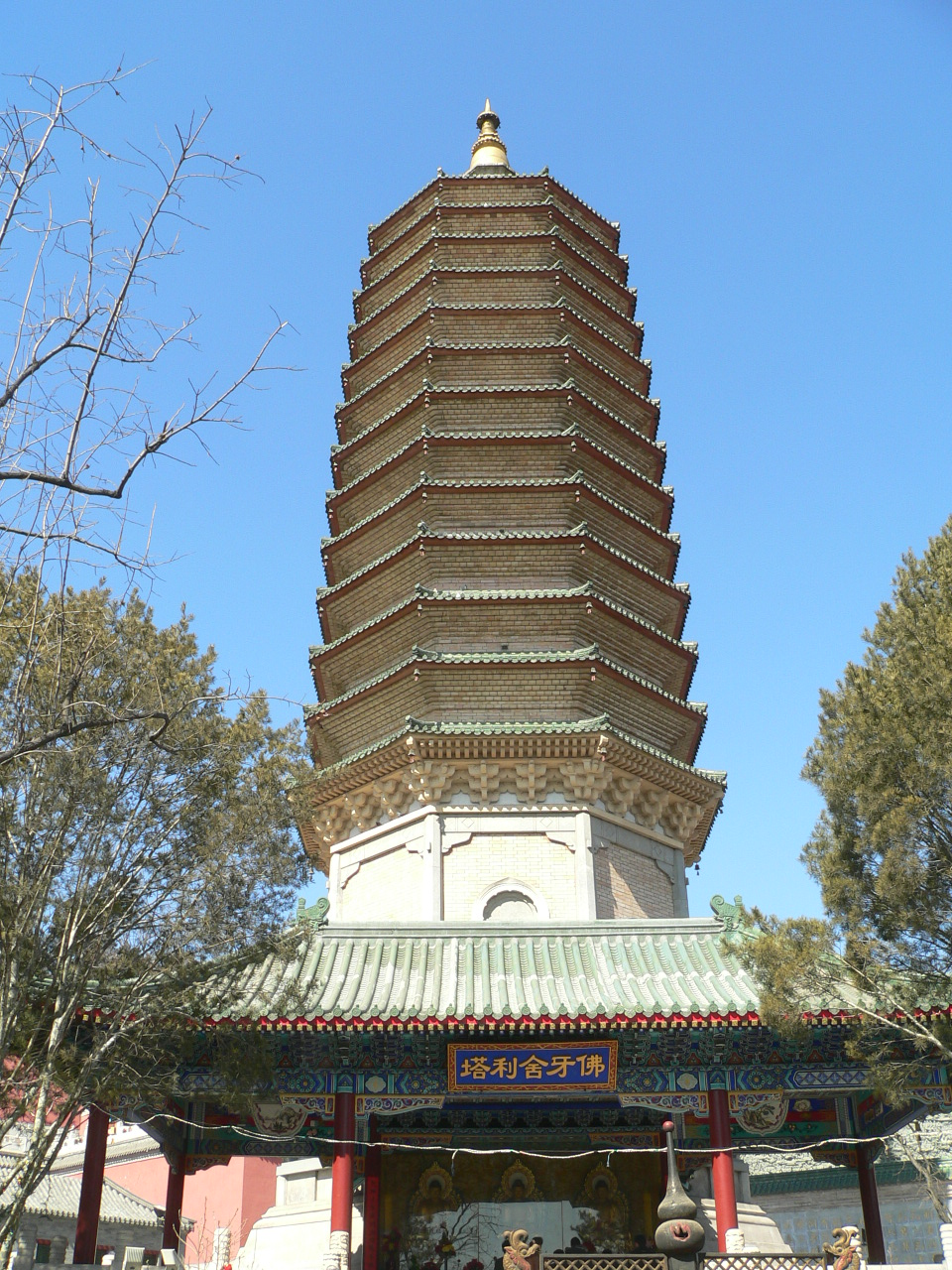
Die für die Zahnreliquie errichtete Pagode im Língguāng Sì

Nach Übergabe an die Buddhistische Vereinigung Chinas stellte man ihn zunächst im Pekinger Guǎngjì Sì aus. Zhou Enlai wollte das Stück zuerst Birma schenken, dann entschied man sich stattdessen für „Rundreisen“ durch Länder des südlichen Buddhismus. Zunächst ging es ab Anfang Oktober 1955 für acht Monate nach Birma, dann 1961 einige Zeit nach Ceylon.
Bereits 1956 begann man im Língguāng Sì (靈光寺, „Tempel des göttlichen Lichts“) in den Pekinger Westbergen eine neue, fünfzig Meter hohe Pagode für die Reliquie zu bauen. Endgültig geweiht wurde diese im Beisein zahlreicher ausländischer Buddhisten am 25. Juni 1964.